# Кульчицький Валентин Михайлович
Валентин Михайлович Кульчицький (23 жовтня 1881, Одеса — 9 грудня 1942, Харків) — російський офіцер і літератор українського походження. Учасник Російсько-японської та Першої світової воєн. Автор «Порад молодому офіцеру».

## Життєпис
Православний, із дворян Херсонської губернії. Батько Михайло Васильович (1856—1930), учасник Російсько-Турецької війни (1877—1878). Мати Євгена Федорівна (Цвайгер) (1860—1941, Харків), актриса, сценічний псевдонім Євгеньєва. Сестра Ніна, брат Ростислав. Закінчив 5 класів другої Іркутської гімназії. У 1900 році вступив на військову службу вільнонайманим. 2 березня 1917 року одружився з Дар'єю Яструбінською. У 1918 році залишає військову службу, здобуває юридичну освіту, працює у Харкові. У 1919 році у нього народжується син Михайло, у 1929 — донька Олеся. У 1933 році репресований і засланий, у 1936 році звільнений. У 1937 повертається до Харкова, продовжує працювати за спеціальністю. 1942 року заарештований і забитий до смерті поліцаєм у гестапо. Похований на 8-му цвинтарі Харкова, могила не збереглася.

## Військова служба
13 червня 1900 року вступив на службу в 42-й драгунський Мітавський Його Королівського Високості Принца Прусського Альберта полк рядовим на правах 2 розряду. У 1901 зарахований до полкової навчальної команди, яку закінчив у 1902 році. Після закінчення призначений молодшим унтер-офіцером, пізніше звільнений у запас армії. 1904 року під час мобілізації призваний із запасу на дійсну службу до 5 кавалерійського запасного полку, у 1905 році переведений до 51-го драгунського Чернігівського полку. Виступив із 1 маршевим ескадроном 5-го запасного кавалерійського полку із села Балаклія, Харківської губернії у військовий похід на Далекий Схід. Брав участь у російсько-японській війні. 11 листопада 1905 року нагороджений відзнакою Військового ордена 4 ст. № 140301. Після закінчення військових дій у вересні 1906 році рекомендований і прийнятий у Тверське кавалерійське училище для проходження курсу наук із зарахуванням до загального класу. У 1907 році на Імператорському прийомі Георгіївських кавалерів був представлений Миколі II. У 1909 році, після закінчення училища, призначений корнетом з переведенням на службу в 12-й драгунський Стародубовський полк.
Брав участь у Першій світовій війні, у Брусилівському прориві. У 1914 році нагороджений орденом св. Станіслава 3 ст., у 1916 р. орденом св. Станіслава 2 ст. У тому ж році вдруге представлений Миколі II.

## Після більшовицького перевороту
У 1918 році Валентин Михайлович закінчив військову службу та здобув юридичну освіту у Харківському університеті. У 1919 році у нього народився син Михайло (згодом став відомим поетом), у 1928 році дочка Олеся. Із середини двадцятих років працював у адвокатурі.
У 1933 р. репресований. Валентина Михайловича було заарештовано «за приховування соціального походження».
|  | Вина батька полягала в тому, що в анкеті він не повідомив про своє дворянське походження. Батько щиро вважав, що революція знищила всі відмінності та класи, і не надав значення такій «важливій» графі. Заслали його спочатку на Біломорсько-Балтійський канал, а потім у Карелію. Олеся Валентинівна |

Звільнений у 1936 році «за відсутністю складу злочину», але проживати у великих містах не дозволялося. Валентин Михайлович винайняв кімнату в Білгороді і працював табельником на заводі. У 1937 повертається до Харкова, з 1938 знову працює юрисконсультом.
1942 року заарештований і забитий до смерті в гестапо поліцаєм Василенком. Похований на 8-му цвинтарі Харкова, могила не збереглася.

## Поради молодому офіцеру
«Поради молодому офіцеру» — узагальнене зведення правил, спостережень та життєвих афоризмів, складене Валентином Михайловичем за роки служби. Вона замислювалася на допомогу молодим офіцерам, розповідаючи про сутність військової служби, стосунки до провідників та підлеглих солдатів, правила військових занять, про суд і захист честі та прості життєві мудрості та поради. У зв'язку з воєнним часом проводився прискорений випуск офіцерів і книга Кульчицького виявилася дуже актуальною у військовому середовищі. Вона витримала шість перевидань за 1915—1917 роки. Після революції не перевидавалася, але існувала як передруки.
|  | Мета цієї своєрідної праці — бажання запобігти хибному, згубному кроку недосвідченої військової молоді. Тут зібрані старі, але вічні істини, які більшістю забуті, а молодим офіцерам невідомі. Випуск справжнього довідника третім виданням говорить за себе. В.М. Кульчицький, передмова до 3-го видання |

21 жовтня 1943 року головна газета Червоної Армії «Червона Зірка» почала друкувати цикл статей «Традиції російського офіцерства». Вони неодноразово цитувався «російський військовий теоретик В. Кульчицький», його думки про мораль офіцера, про виховання честі, обов'язку, патріотизму. «Поради» були прийняті за основу кодексу Радянської гвардії, були рекомендовані до вивчення у ВВУ СРСР.
В 2014 Нижньогородське видавництво «Чорна сотня» видало «Поради молодому офіцеру» під назвою «Кодекс честі російського офіцера», в оригінальній, дореформеній орфографії. У наступні роки книга неодноразово перевидавалася.